# Administración local (Navarra)

Mapa de Navarra, con delimitación de municipios y corporaciones tradicionales

La Administración Local es una de las competencias tradicionales de la Diputación Foral de Navarra, "al amparo de lo establecido en la Ley Paccionada de dieciséis de agosto de mil ochocientos cuarenta y uno, en el Real Decreto-ley Paccionado de cuatro de noviembre de mil novecientos veinticinco y disposiciones complementarias".  El Amejoramiento del Fuero en su art. 46 reconoce esas facultades y competencias, junto con las que "siendo compatibles con las anteriores, puedan corresponder a las Comunidades Autónomas o a las Provincial, conforme a la legislación básica del Estado".

## Historia

### Tras el final del Antiguo Régimen
Mediante la Ley de 25 de octubre de 1839, fueron confirmados los fueros de las provincias Vascongadas y de Navarra, sin perjuicio de la unidad constitucional de la monarquía, por ello esa misma ley preveía que, en cuanto fuese oportuno, las Cortes modificarían en lo que fuese necesario esos fueros. En cuando a lo que respeta a los ayuntamientos, mediante Real Decreto de 16 de noviembre de 1839, se dispuso que, hasta tanto no se promulgase la ley prevista, loa ayuntamientos se renovarían en Navarra según tengan de fuero y costumbre, debiendo tomar posesión los nuevos nombrados para el 1º de enero.

Por tanto, hasta la promulgación de la Ley Paccionada de 1841, en Navarra la administración local se regía por las leyes de las Cortes de Navarra, y las disposiciones de la Diputación del Reino de Navarra. Por lo que respecta a la administración local, en los arts. 5 al 7 de la citada Ley Paccionada se establecía:
"5º. Los Ayuntamientos se elegirán y organizarán por las reglas generales que rigen o se adopten en lo sucesivo para toda la Nación.
"6º. Las atribuciones de los Ayuntamientos, relativas a la administración económica interior de los fondos, derechos y propiedades de los pueblos, se ejercerán bajo la dependencia de la Diputación provincial, con arreglo a su legislación especial.

"7º. En todas las demás atribuciones los Ayuntamientos estarán sujetos a la ley general
La administración de los bienes del ayuntamiento de Navarra venían contando con las denominadas juntas de oncena, de quincena y de veintena, establecidas con carácter general para todos los pueblos de Navarra por la Ley LX de las Cortes de 1817: las juntas de veintena para los pueblos de más de 100 vecinos, las de quincena para los de más de 80 vecinos, y los de oncena para los de más de 50 vecinos; estas juntas debían aprobar la aprobación los actos de disposición de bienes de los Ayuntamientos y los presupuestos anuales. 
Tras la promulgación para todo el reino de la Ley de 14 de julio de 1840, Organización y atribuciones de los Ayuntamientos, mandada publicar con algunas modificaciones el 30 de diciembre de 1843, los ayuntamientos se ajustaron a la ley general, pero mantuvieron las juntas de oncena, quincena y veintena, para las cuestiones relacionadas con la administración económica, cuestión que el art. 7 de la Ley Paccionada remitía a la legislación especial de Navarra. Estas juntas, tal como fijó la Diputación por circular de 5 de abril de 1848, estaban formadas por el Ayuntamiento actual, los concejales salientes de la última renovación y los mayores contribuyentes en el número necesario para completar la junta sacados por sorteo entre triple número de los de su clase.
Por otra parte, la ley paccionada preveía también en los artículos 8 al 13 que la Diputación de Navarra quedaría formada por siete miembros elegidos por las cinco merindades, uno por cada una tres merindades de manoers población, y dos por cada una de las que la tengan mayor; la Diputación era presidida por la autoridad superior nombrada por el gobierno, siendo vicepresidente el vocal decano. La elección de los vocales se realizaría según la legislación general. 
Las sucesivas modificaciones de la legislación municipal de carácter general, no alteró las características de la administración local navarra, Las leyes de 8 de enero de y 2 de abril de 1845 sobre los ayuntamientos y diputaciones, ponía a los ayuntamientos bajo el control del jefe político de las provincias, Pero la Diputación defendió, y consiguió, hacerse cargo de ese control de la vida local, basándose en los poderes que le reconocía la Ley Paccionada. Tampoco las sucesivas leyes supusieron cambios para los ayuntamientos navarros; la Ley municipal de 1870, introdujo las Juntas municipales, integradas por al Ayuntamiento y un número de contribuyentes igual al de concejales; un sistema que ya funcionaba en Navarra a través de las juntas de oncena, quincena y veintena, que desde 1848 estaban formadas por el ayuntamiento, los concejales salientes en la última renovación y los mayores contribuyentes, sacados por sorteo entre un número triple de los necesarios.Ninguna modificación supuso en este aspecto la Ley orgánica municipal y provincial, del 2 de octubre de 1877, que se mantuvo vigente durante más de 50 años.

### Reglamento para la administración municipal de 1928

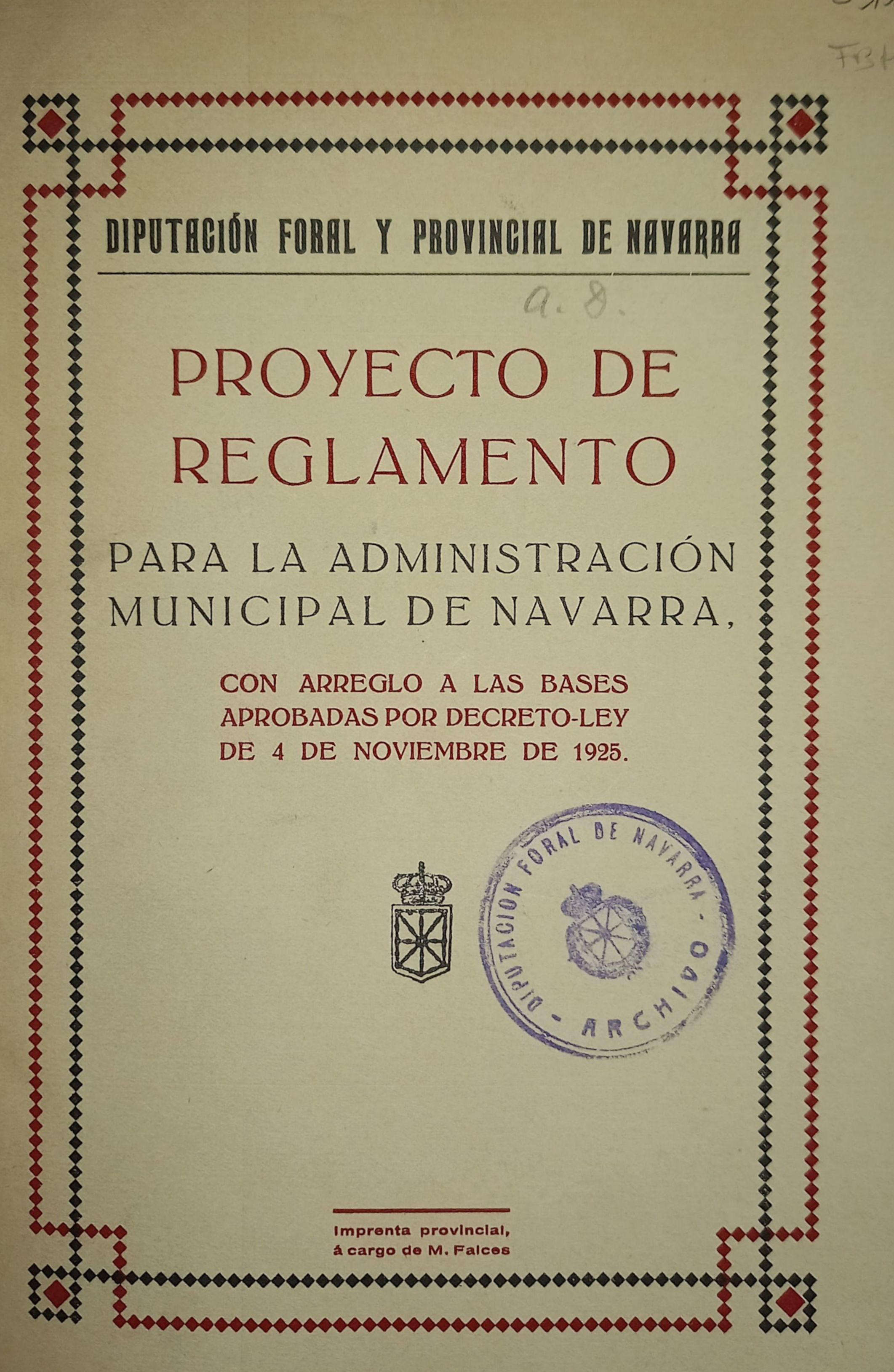
Portada del Proyecto de Reglamento para la Administración municipal de Navarra

La Diputación Foral de Navarra, aprobó el 3 de febrero de 1928 el Reglamento para la Administración Municipal de Navarra, con el que armonizó "su régimen administrativo local [con] las directrices y orientaciones recogidas en las Bases para la aplicación en Navarra del Estatuto Municipal de 8 de marzo de 1924, al tiempo que logró la refundición en un cuerpo legal uniforme de las variadas y dispersas normas que regulaban con anterioridad la Administración local de Navarra".
En este reglamento se preveía el concejo abierto para los municipios de hasta 100 vecinos, ocho concejales para los que tuvieran entre 101 y 1000 y las previstas por la ley general para los que tuvieran más de 1000. Se mantenían también las juntas  de oncena, para municipios de hasta 250 vecinos, las de quincena para los de entre 251 y 500 y los de veintena para los de más de 500. Estas juntas quedaban formadas por los miembros de la corporación elegidos de acuerdo con la ley general, y el número restante de contribuyentes directos, dos para los de mayor contribución, el resto sorteados entre una lista de contribuyentes ordenada por su contribución en un número triple del número de vocales que debían elegirse. Las juntas de veintena, a pesar de su nombre, están formadas por veintiún vocales; además, en Pamplona y en las poblaciones de más de 5000 habitantes, la junta de veintena queda formada añadiendo al ayuntamiento un número de contribuyentes igual a un tercio de los concejales.
Igualmente el reglamento regulaba con total autonomía el gobierno de los concejos, que correspondía directamente a las juntas de oncena, quincena o veintena, según su población. La elección del presidente del concejo, que lo era de la junta, lo realizaba directamente los cabezas de familia, que también elegían directamente la mitad de los vocales; a la junta se añadían los dos mayores contribuyentes en el caso de las oncenas, y los tres mayores en las quincenas y veintenas. El resto de vocales se cubrian mediante sorteo entre los cabezas de familia. Para los concejos quedaban deshabitados, o con menos de vecinos.se preveía que sus bienes fuesen tutelados por el Ayuntamiento.
Este reglamento, a través de sus más de 700 artículos, regulaba con detalle los actos de la administración local con incidencia económica; además establecía el Tribunal Administrativo Delegado de la Diputación que, en su nombre, resolvía los recursos de alzada que los particulares pudiesen presentar contra los acuerdos municipales. Este reglamento, con los ajustes que exigió la experiencia o las distintas leyes estatales de administración local se mantuvieron vigentes hasta la Ley de Amejoramiento del Fuero que aseguró la continuidad histórica del régimen foral.

### Tras la Constitución de 1978
Hasta la entrada en vigor de la Constitución de 1978, no se operaron cambios en la administración municipal, pues tanto la Ley municipal republicana, de 31 de octubre de 1935, como la legislación franquista, tanto la Ley de Bases de 17 de julio de 1945, como el Reglamento de Organización, funcionamiento y régimen jurídico de las Corporaciones locales de 17 de mayo de 1952, reconocían el régimen municipal navarro basado en la Ley Paccionada; además este último Reglamento preveía la subsistencia del régimen de veintenas, quincenas u oncenas, y el concejo abierto para los pueblos que no excedan los 250 habitantes.
La Constitución sin embargo al establecer en su art. 137 la autonomía municipal, exigía eliminar los controles y la tutela que históricamente había ejercido la Diputación sobre los ayuntamientos; por otra parte el principio democrático de las instituciones municipales eran incompatibles con el sistema censitario de las Juntas de Oncena, Quincena y Veintena. Para resolver esta incongruencia, mediante la norma del 4 de julio de 1979 del Parlamento Foral quedaron en suspenso estas juntas. Tras la aprobación de la Ley Orgánica 13/1982, de 10 de agosto, de reintegración y mejoramiento del régimen foral de Navarra, mediante varias leyes forales se regularon algunas cuestiones que habían quedado pendientes tras la suspensión de esas juntas.
- Ley Foral 31/1983, de 13 de octubre, establecía la elección por los vecinos mayores de edad de las juntas de oncena, quincena y veintena de los concejos que se habían de regir por esas juntas.
- Ley Foral 4/1984, de 2 de febrero, resolvía la situación producida por la suspensión de las juntas de veintena, quincena y oncena de los ayuntamientos, acordada por el Parlamento Foral el 4 de julio de 1979. Con este fin, para las cuestiones que reglamentariamente exigían la intervención de estas juntas, establecía la necesidad de mayoría absoluta del pleno para la adopción de los acuerdos del ayuntamiento..

Para la adaptación del régimen local navarro a la Constitución quedaba pendiente resolver la situación de jerarquía y tutela que anteriormente había ejercido la Diputación Foral sobre los ayuntamiento; esta cuestión fue resuelta mediante la Ley Foral 2/1986, reguladora del control por el Gobierno de Navarra de la legalidad e interés general de las entidades locales. Esta ley suprimió los actos de control previo a la aplicación de determinados acuerdos municipales, que se había dado hasta entonces; y por otra parte, modificó la regulación del recurso de alzada, previsto por el reglamento de 1928, contra los acuerdos municipales, de modo que este recurso sea optativo y sea posible acudir a la jurisdicción contenciosa-administrativa sin previo recurso de alzada al Tribunal Administrativo De este modo la administración local navarra quedaba regulada por un conjunto de normas, algunas de ellas -por el tiempo transcurrido desde su elaboración, necesitadas de una revisión, tarea que afrontó el Parlamento elaborando una nueva ley.

## Regulaciónactual
El 2 de julio de 1990, el Parlamento de Navarra aprobó la Ley Foral 6/1990, de Administración Local de Navarra, que rige y regula las entidades locales de la Comunidad. Desde entonces distintas leyes la han modificado o adaptado, pero de modo puntual, por lo que no ha sido necesaria la elaboración de un texto refundido. La modificación de más entidad ha sido la operada por la Ley Foral 4/2019, de 4 de febrero de reforma de la Administración Local de Navarra, que introdujo un último título, el X, dedicado a las Comarcas, en el que se prevé la posible constitución por municipios limítrofes en comarcas, posibilidad que queda reflejada en la nueva redacción del artículo 2.
La Ley Foral 6/1990, en su art. 2 se refiere a los municipios como las entidades locales básicas en que se organiza territorialmente la Comunidad Foral de Navarra; en el art 3. se relacionan los demás entes locales de Navarra:
- a) Las comarcas (introducido por la Ley Foral 4/2019, de 4 de febrero).
- b) Los concejos.
- c) La Comunidad de Bardenas Reales de Navarra, la Comunidad del Valle de Aezkoa, la Mancomunidad del Valle de Roncal, la Universidad del Valle de Salazar, la Unión de Aralar y el resto de corporaciones de carácter tradicional titulares o administradoras de bienes comunales existentes a la entrada en vigor de esta ley foral.
- d) Las mancomunidades de ayuntamientos.
- e) Las mancomunidades de planificación general.

## Municipios
De acuerdo con lo establecido en la Constitución el municipio en la organización y en las atribuciones de gobierno de los municipios navarros se siguen las disposiciones generales del Estado, "sin perjuicio de las especialidades que resulten de la legislación foral de régimen local". Entre estas particularidades destacan las siguientes.
"El municipio del Noble Valle y Universidad de Baztán conservará su organización tradicional, integrada por el Ayuntamiento, la Junta General del Valle, y los batzarres de los lugares componentes del mismo, que participarán en el gobierno y administración del municipio de acuerdo con lo que dispongan las Ordenanzas Generales del Valle, aprobadas exclusivamente por la Junta General de conformidad con el marco legal vigente y los principios del Derecho foral navarro".
La posibilidad de delegar en los Concejos de su término municipal o en las Corporaciones de carácter tradicional de las que formen parte, las propias competencias relativas a la prestación de servicios o realización de actividades. La delegación en los concejos requiere la aceptación de estos, y que los servicios u obras que se deleguen "afecten a los intereses propios de tales concejos de forma que se mejore la eficacia de la gestión pública y se alcance una mayor participación ciudadana. En ningún caso serán delegables a los concejos las competencias urbanísticas".
En Navarra existen 272 municipios, de ellos 60 son municipios compuestos por varios Concejos. Tradicionalmente los municipios compuestos han recibido el nombre de Valles, excepto en los situados en la Comarca de Pamplona incluidos en la Merindad de la Montaña, también conocida como Merindad de Pamplona que reciben el nombre de Cendeas; los municipios compuestos constituidos en el siglo XX reciben el nombre de distritos municipales.

## Comarcas
La  Ley Foral 4/2019, de reforma de la Administración Local de Navarra, crea la figura de la comarca, introduciendo en la Ley Foral 6/1990, de Administración Local de Navarra el Título X: Comarcas, integrado por los arts. 352 a 384. En el primer artículo de este título se lee:

1. En ejercicio de la competencia histórica reconocida en la letra a) del número 1 del artículo 46 de la Ley Orgánica 13/1982, de 10 de agosto, de Reintegración y Amejoramiento del Régimen Foral de Navarra y la base 13.ª del Real Decreto-Ley Paccionado del 4 de noviembre de 1925, los municipios limítrofes vinculados por características e intereses comunes se constituirán en comarcas, que gozarán de la condición de entidades locales.
2. Las comarcas son entidades locales territoriales, de carácter supramunicipal, que tienen personalidad jurídica propia y gozan de capacidad y autonomía para el cumplimiento de sus fines.
3. Las comarcas tendrán a su cargo la prestación de servicios y la gestión de actividades de ámbito supramunicipal, representando los intereses de la población y territorio comarcales en defensa de una mayor solidaridad y equilibrio territorial en Navarra.
4. Asimismo, las comarcas cooperarán con los municipios que las integren en el cumplimiento de sus fines propios.
Art. 352 de la Ley Foral 6/1990 de la Administración Local de Navarra

El citado Título X, establece las competencia que, al menos, deben asumir las comarcas, su relación con los municipios y mancomunidades que puedan existir en su ámbito, los órganos de gobierno, e incluso -a través disposición transitoria primera de la Ley Foral 4/2019 su delimitación con indicación de los municipios que integran cada una de ellas, y la posibilidad -para algunas de ellas- de establecer en una parte de su ámbitos subcomarcas. No obstante cada una de estas comarcas han de ser creada mediante Ley Foral, a iniciativa de los Ayuntamientos o del Gobierno de Navarra, si transcurrido el plazo de 18 meses a partir de la entrada en vigor de la Ley 4/2019 no se hubiese ejercido la iniciativa municipal. 
Los anexos I, II y III a los que remite la citada disposición transitoria primera, prevé las siguientes comarcas:  Comarca de Pamplona, Baztán-Bidasoa, Comarca de Sangüesa, Tierra Estella, Larraun, Pirineo, Prepirineo, Ribera, Ribera Alta, Sakana, Valdizarbe-Noverena y Zona Media. Pueden establecerse subcomarcas en la Comarca de Pamplona (Valles y Área Metropolitana), Tierra Estella (Montejurra y Ribera Estellesa)

## Concejos
Los concejos son entidades locales de una gran raigambre en Navarra, originariamente correspondían al gobierno y administración de los pequeños núcleos rurales que, se agrupan con los vecinos, constituyendo los municipios de la Edad Contemporánea. Una gran parte de los municipios navarros están compuestos de varios concejos; sin embargo, no incluyen concejos los municipios de las ciudades y de las villas más pobladas (entre ellas la de la Ribera del Ebro). Entre las competencias de los Concejos se incluye, la administración y gestión de los propios comunales, la conservación de los caminos rurales de su término, y de los demás bienes de uso y servicio público de interés exclusivo del concejo,  la concesión de licencias urbanísticas conforme al planeamiento, previo informe preceptivo y vinculante del Ayuntamiento, limpieza de las calles, alumbrado público etc. 
Entre las facultades del Concejo se encuentra la organización de auzolan o artelan para la realización de trabajos en beneficios de la comunidad concejil.
El gobierno del concejo se realiza mediante un Presidente y una Junta o Concejo Abierto. Se constituye el Concejo Abierto, cuando su población sea inferior a 50 habitantes y queda formado por todos los vecinos con derecho a voto en las elecciones municipales. La Junta está formada por el presidente y 4 o 6 vocales, según la población del concejo sea inferior a 1.000 habitantes o sea igual o mayor a esa cifra; las elecciones para la Junta, convocadas por el Gobierno Foral se realizan en la misma fecha que las elecciones municipales de esa población (art. 38 de la Ley Foral 6/1990). 
En los concejos gobernados por una Junta puede adoptarse el sistema de Concejo Abierto, por acuerdo de la Junta adoptado por mayoría absoluta (art. 38.3); así mismo los Concejos de poblaciones de menos de 50 habitantes pueden ser gobernados mediante una Junta, por acuerdo adoptado por acuerdo de la mayoría absoluta del número legal de sus miembros (art. 38.5).
En Navarra existen 346 Concejos, distribuidos entre los 60 municipios compuestos.

## Coorporaciones de carácter tradicional
Bajo esta denominación se incluyen las siguientes entidades:

### Comunidad de las Bardenas Reales de Navarra
La Comunidad es la única entidad local en el área conocida como Bardenas Reales, en la que no se incluyen terrenos de ningún municipio. La explotación y aprovechamiento de estas tierras corresponde a los 22 congozantes quien Felipe V mediante la real Célula del 14 de abril de 1705, concedió esos derechos; de este modo quedó fijado unos derechos que los Reyes de Navarra habían concedido en distintos momentos y con distinta amplitud a esos congozantes, que incluyen municipios, valles y un monasterio. Estos son los 22 congozantes: Tudela, Arguedas, Valtierra, Cadreita, Valle de Roncal, Valle de Salazar, Caparroso, Carcastillo, Buñuel, Cabanillas, Mélida, Villafranca, Monasterio de la Oliva, Corella, Milagro, Fustiñana, Santacara, Cortes, Marcilla, Peralta, Funes y Falces.

### Comunidad del Valle de Aezkoa
Situado en el valle del río Irati, ocupa la mayor parte de la Selva de Irati, exténdiéndose después de norte a sur. Está integrada por nueve municipios: Abaurrea Alta, Abaurrea Baja, Aria, Arive, Garayoa, Garralda, Villanueva de Aézcoa, Orbara y Orbaiceta, la mayor parte de los términos municipales se apoyan en el Irate, con la excepción de las dos Aburreas situadas al oeste del río y separadas de él por el territorio de Garayoa y Villanueva de Aezcoa y A la Comunidad le corresponde la administración de los comunales del Valle, lo que realiza a través de la Junta General del Valle de Aezcoa, con sede en Arive. De acuerdo con sus Ordenanzas la Junta del Valle queda constituida por un mínimo de 7 miembros y un máximo de 9, elegidos por el conjunto del Valle mediante el sistema de listas cerradas, atribuyéndose las vocalías de acuerdo con las reglas establecidas en el Régimen Electoral General

### Comunidad del Valle del Roncal
Queda formado por siete: Burgui, Garde, Isaba, Roncal, Urzainqui, Uztárroz y Vidángoz. Ocupa por completo el valle transversal del Pirineo Navarro situado entre el Valle de Salazar al oeste y el Valle de Ansó (Huesca). Corresponde a la Comunidad la explotación y uso de los comunales del Valle. En los documentos de 1305, se incluía otra villa, Navarzato, que quedó despoblada, y sus tierras incluidas en el comunal del valle. La Comunidad es administrada por la Junta del Valle del Roncal, formada por tres miembros de cada uno de los siete ayuntamientos.

### Universidad del Valle de Salazar
El Valle de Salazar ocupa la parte norte del valle transversal del Pirineo Navarro, entre el valle de Aezcoa al oeste y el de Roncal al este; al sur, formando parte del valle geográfico se encuentra el almiradio de Navascués.
Administrativamente, de acuerdo con sus Ordenanzas el Valle está formada por las villas que se agrupan en tres quiñones: 
- Quiñón de Aldagaña, integrado por las villas de Ochagavía, e Izalzu
- Quiñon de Erratea, integrado por las villas de Jaurrieta, Ezcároz y Oronz Qui
- Quiñón de Atabea; con las villas de Uscarrés, Iciz, Gallués, Izal, Güesa, Ripalda, Sarriés, Ibilcieta, Esparza de Salazar e Igal.

Las villas de Uscarrez, Izic, Izal y Gallués se agrupan en el municipio de Gallués, formando cada una de ellas un concejo. Las de Igal y Guesa, con sus correspondientes conejos, integran el municipio de Güesa donde también se sitúa Ripalda, un lugar habitado que no tiene el carácter de una entidad local. Finalmente, las villas de Ibilcieta y Sarries se agrupan en el municipio de Saries, formando cada una de ellas un concejo
Cada una de las restantes villas tienen el carácter de municipios

### Unión de Aralar
A la Unión de Aralar, le corresponde los derechos sobre el antiguo Real Monte de Aralar, también llamado Realengo de Aralar, y actualmente denominado simplemente Monte de Aralar, identificado como el n. 8 del Catálogo de Montes de Utilidad Pública de Navarra. Su titularidad le corresponde a la Comunidad Foral de Navarra, a quien fue traspasado desde el Estado por el Real Decreto 334/1987. Su terreno no queda incluido en ningún municipio.
La Unión integra a los siguientes concejos: Arriba-Atallo, Azcárate, Gaínza, Inza e Uztegui, del municipio de Araiz; Villanueva de Araquil, Yábar, de Araquil; Errazquin, de Larráun; Torrano, Lizarraga, Unanua, de Ergoyena; Lizarragabengoa de Echarri-Aranaz; y los municipios de Arbizu, Arruazu, Betelu, Irañeta y Lacunza.
Los derechos de estos pueblos vienen reconocidos desde 1312. Actualmente la Unión se rige por sus propias Ordenanzas, que toman como base el Convenio y Transacción establecido por los apoderados de los 19 pueblos y el Subdelegado del Real Patronato en Navarra, que fue elevado a escritura pública, el 10 de julio de 1862.

### Resto de corporaciones tradicionales
A ellas se refiere el art. 3 de la Ley Foral 6/1990, añadiendo que son titulares o administradoras de bienes comunales. Se incluyen aquí los numerosos territorio faceros existentes en Navarra, situados fuera de cualquier término municipal y disfrutados por dos o más entidades locales. Además, la Comunidad Foral de Navarra, por Ley Foral 8/1991 cedió  el dominio -no la propiedad- de diversos montes que le habían sido traspasado por el Estado, a determinadas entidades locales; una de ellas es la Unión de Aralar, las restantes recogidas en la ley son las siguientes:
- Comunidad formada por los municipios del Valle de Erro y del Valle del Baztán, reciben el dominio del monte de Quinto Real, inscrito con el n. 2 en el Catálogo de Montes de Utilidad Pública de Navarra.
- Comunidad formada por los municipios del Valle de Baztán y del concejo de Eugui, reciben el dominio del monte Erreguerena, inscrito con el n. 2 en el Catálogo de Montes de Utilidad Pública de Navarra.
- Comunidad formada por los municipios de Erro, Eugui y Cilveti, reciben el dominio del monte Legua Acotada, inscrito con el n. 4 en el Catálogo de Montes de Utilidad Pública de Navarra.

## Mancomunidades de municipios
Las Mancomunidades quedan reguladas en los arts. 47 a 50 de la Ley Foral 6/1990, de la Administración Local de Navarra, sus previsiones no supone un régimen distintos del previsto en la Ley de Bases del Régimen Local vigente en España. Hasta la entrada en vigor de la Ley Foral 4/2019, de reforma de la Administración Local de Navarra, que suprimió el art. 46, la "Comunidad Foral de Navarra podía crear entidades que agrupasen varios municipios cuyas características determinen la prestación de servicios comunes a todos ellos". Se diferenciaban de las Mancomunidades en que la creación de estas entidades no exigían el acuerdo de los Ayuntamientos.
Actualmente existen 61 mancomunidades, un buen número de ellas solo atienden el servicio de residuos sólidos urbanos o de abastecimiento de agua, pero otras unen a estos servicios al menos, el de saneamiento (Mairaga, Comarca de Sanguesa, Malerreka, Montejurrra, Comarca de Pamplona, Sakana y Valdizarbe), por último varias mancomunidades prestan servicios administrativos.
Aunque la supresión del art. 46 de la Ley Foral 6/1990 eliminó la figura de las agrupaciones de municipios, en el registro de entidades locales se mantienen 12 agrupaciones que, en su mayoría prestan servicios administrativos.

## Mancomunidades de planificación general
A iniciativa del Gobierno de Navarra las entidades locales navarras y la Administración de la Comunidad Foral podrán constituirse este tipo de mancomunidades para la prestación de servicios de competencia local que legalmente deban ser atendidos por los Ayuntamientos. Esta posibilidad, aún no llevada a la práctica fue introducida por la Ley Foral 4/2019, al mismo tiempo que establecía como entidad local la Comarca;